# Jørgen Nybo Rasmussen
Jørgen Nybo Rasmussen (* 10. Juli 1929 in Vejen; † 17. April 2025 in Roskilde) war ein dänischer Historiker und Archivar.

## Leben
Rasmussen besuchte ab 1947 die Lyngby Statsskole. Er konvertierte 1950 zur römisch-katholischen Kirche. Den Abschluss Cand. mag in Geschichte und Geographie erhielt er 1960 an der Universität Kopenhagen. Anschließend studierte er bis 1964 in München und Mainz.
Im Rigsarkivet arbeitete er von 1964 bis 1989. Die Johannes Gutenberg-Universität Mainz verlieh ihm 2006 die Ehrendoktorwürde Dr. theol. h.c. Seine historische Spezialisierung waren die nordischen Franziskaner im Mittelalter und zur Zeit der Reformation.

## Schriften (Auswahl)
- Bruder Jakob der Däne OFM als Verteidiger der religiösen Gleichberechtigung der Indianer in Mexiko im XVI. Jahrhundert (= Vorträge. Institut für Europäische Geschichte Mainz. Band 58). Steiner, Wiesbaden 1974, ISBN 3-515-01946-4.
- Broder Peder Olsen som de danske franciskaneres historieskriver (= Skrifter udgivet. Band 6). Den Danske Historiske Forening, Kopenhagen 1976, ISBN 87-87462-04-4.
- Broder Jakob den Danske, kong Christian II’s yngre broder (= Odense University studies in history and social sciences. Band 98). Odense Univ.-Forl., Odense 1986, ISBN 87-7492-583-0.
- mit Marie Louise Brandt und Lizzi Schwenger: Danske kortsamlinger. En guide. Dansk kartografisk selskab, Kopenhagen 1989, ISBN 87-7023-547-3.
- Estanislao Navarrete, Annette Rosenlund und Jorge Manzano (Übersetzer): Fray Jacobo Daciano. El Colegio de Michoacán, Zamora 1992, ISBN 968-7230-72-X.
- Claus Bergs altertavler og franciskanerne. Rhodos, Kopenhagen 1996, ISBN 87-7245-681-7.
- Sankt Knud Lavard i liturgi og drama (= Aelnoths skriftserie. Band 7). Ælnoth, Roskilde 1998, ISBN 87-87082-16-0.
- Die Franziskaner in den nordischen Ländern im Mittelalter (= Franziskanische Forschungen. Band 43). Butzon & Bercker, Kevelaer 2002, ISBN 3-7666-2090-8.
- mit Alberto Carrillo Cázares: Broder Jakob den Danske. Indianerven og kongesøn (= Aelnoths skriftserie. Band 13). Ælnoth, Roskilde 2003, ISBN 87-87082-30-6.
- Johannes Jørgensens konversion (= Aelnoths skriftserie. Band 14). Ælnoth, Frederiksberg 2007, ISBN 9788787082440.